# Río Calder
El río Calder es un corto río del norte de Inglaterra, un afluente del río Aire que discurre por West Yorkshire.
El Calder tiene sus nacientes en las laderas verdes del este de los Peninos, fluye a través de los campos, antiguas villas con molinos de lana, y pueblos grandes y pequeños antes de confluir con el Aire cerca de Castleford.
El valle del río es conocido por el nombre de Calderdale, lo que le da su nombre a la gran zona rural y urbana centrada en Halifax la cual es atravesada por el río en su curso alto. El curso inferior atraviesa las zonas de Kirklees (Huddersfield) y Wakefield. Sin embargo, el río no fluye a través del centro de las ciudades de Halifax o Huddersfield, que se encuentran sobre tributarios del Calder, el río Hebble y el río Colne respectivamente. Los únicos grandes centros urbanos atravesados por el Calder son Brighouse, Dewsbury y la ciudad de Wakefield. 
El río es solo navegable en tramos cortos, pero estas secciones están conectadas mediante canales artificiales, llamados "cuts" (por ejemplo, Horbury Cut) que forman el sistema de navegación Calder y Hebble, una red navegable popular para paseos, que es parte de la red de canales internos de Inglaterra y Gales.